# IC 1291
IC 1291 ist eine lichtschwache Balken-Spiralgalaxie vom Hubble-Typ SBdm im Sternbild Drache am Nordsternhimmel. Sie ist schätzungsweise 97 Millionen Lichtjahre von der Milchstraße entfernt und hat einen Durchmesser von etwa 45.000 Lichtjahren.
Das astronomische Objekt wurde am 5. Juni 1891 von Lewis Swift entdeckt.